# Esterase

Algemene structuurformule van een ester van een carbonzuur.

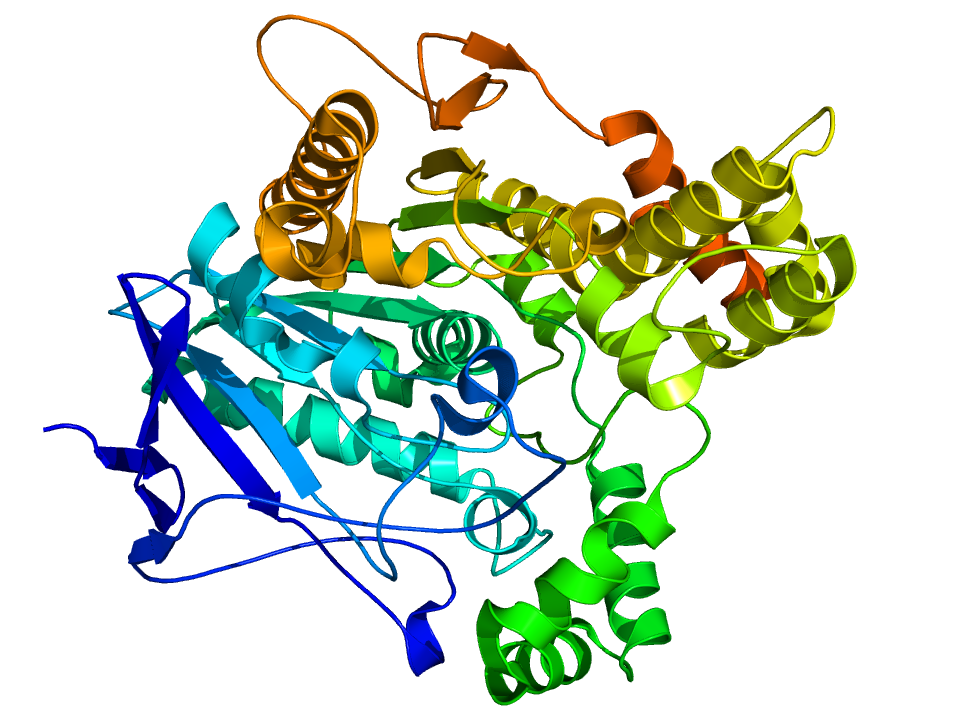
Driedimensionale voorstelling van het eiwit acetylcholinesterase.

Esterasen zijn een groep van enzymen behorend tot de hydrolasen. Met water splitst een esterase door hydrolyse een ester in een zuur en een alcohol.
Er bestaan veel verschillende esterasen op basis van het gebruikte substraat, eiwitstructuur en biologische functie.
In het algemeen is de reactie:
{\displaystyle {\ce {R-O-R' + H2O -> R-OH + R'-OH}}}
waarbij R voor een zuur staat en R' voor het substraat.

## Systematiek
De esterasen behoren volgens het enzymclassificatiesysteem van het Nomenclature Committee of the International Union of Biochemistry and Molecular Biology (NC-IUBMB) tot de hydrolasen (EC 3). Nucleasen, fosfodi-esterasen, lipase en fosfatase behoren tot de esterasen (EC 3.1), een ondergroep van de hydrolasen.
- EC 3.1.1: Carbonzuuresterhydrolasen
  - Acetylesterase (EC 3.1.1.6), splitst een acetyl-groep
    - Cholinesterase
      - Acetylcholinesterase, inactiveert de neurotransmitter acetylcholine
      - Pseudocholinesterase, komt voor in het bloedplasma en in de lever

  - Pectine-esterase (EC 3.1.1.11), klaart vruchtensappen
- EC 3.1.2: Thiolesterasen
  - Thio-esterase
    - Ubiquitinecarboxy-terminalase L1
- EC 3.1.3: Fosforzuurmono-esterhydrolasen
  - Fosfatase (EC 3.1.3.x), hydrolyseert fosforzuurmono-esters in een fosfaation en een alcohol
    - Alkalische fosfatase, verwijdert de fosfaatgroep van veel verschillende moleculen, inclusief nucleotiden, eiwitten en alkaloïden.
    - Fosfodiesterase (PDE), inactiveert het second messenger cAMP
      - cGMP-specifiek fosfodi-esterase type 5, wordt geremd door sildenafil (Viagra)

  - Fructosebisfosfatase (3.1.3.11) zet fructose-1,6-bisfosfaat om in fructose-6-fosfaat in de gluconeogenese
- EC 3.1.4: Fosfodi-esterasen
- EC 3.1.5: Trifosfomono-esterasen
- EC 3.1.6: Zwavelesterasen (sulfatasen)
- EC 3.1.7: Difosfomono-esterasen
- EC 3.1.8: Fosfotri-esterasen
- Exonucleasen (deoxyribonucleasen en ribonucleasen)
  - EC 3.1.11: Exodeoxyribonucleasen produceren 5'-fosfomono-esters
  - EC 3.1.13: Exoribonucleasen produceren 5'-fosfomono-esters
  - EC 3.1.14: Exoribonucleasen produceren 3'-fosfomono-esters
  - EC 3.1.15: Exonucleasen die geactiveerd worden door zowel exoribo- als exodeoxyribonucleasen
- Endonucleasen (deoxyribonucleasen en ribonucleasen)
  - Endodeoxyribonuclease
  - Endoribonuclease
  - zowel endoribo- als endodeoxyribonuclease